# 小野寺昭
小野寺 昭（おのでら あきら、1943年〈昭和18年〉9月19日 - ）は、日本の俳優、大阪芸術大学短期大学部客員教授。本名は同じ。柊企画を経て、フロム・ファーストプロダクション所属。
北海道帯広市出身。北海道帯広三条高等学校卒業。

## 人物・来歴
もともと引っ込み思案の恥ずかしがり屋で、人前で何かをすることが苦手だった。地方公務員の父親がアマチュア劇団を主宰しており、舞台を覗いた時に、普段できないことをお芝居という力を借りて別人になってできることに興味を持ち俳優を志す。高校時代に演劇部の部長として『夕鶴』の与ひょう役を演じ、高校演劇コンクールで地区代表に選ばれて北海道大会に出場した。高校卒業後、東京で児童劇団を主宰していた父親の元劇団仲間を頼って、上京する。俳優座養成所入所を目指すも2年連続で受験に失敗する。最終選考では高橋長英が隣の番号で、合格していれば花の15期生だった。結局、人形劇団の劇団やまいもに参加し、『チロリン村とくるみの木』の人形操作を最終回まで担当した。しかし、元々自分がやりたかった内容では無かったため、当時は人形を操りながら、「役者になりたくて東京へ出てきたのに、顔を出すと怒られるなんて」と悔しがったが、芝居のセリフを入れたテープをもらい、カット割りを頭に入れ、スタジオでテープの声に合わせて、足元のモニターを見ながら人形を操作する作業により、ドラマ・映画の撮影時のカット割りの要領を独学で覚えた。時間が経てば経つほど、ドラマづくりのメカニズム、裏方の気持ちや仕事内容もわかるようになったことは、ものすごく勉強させてもらった、自分のプラスになったと述べている。
また、上京後の児童（人形）劇団の下積み時代、アルバイト先のバーのママに「役者になりたいなら必要だから」と、日本舞踊の基礎を叩き込まれた。この修練は後年大いに役立ち、時代劇の殺陣の所作も腰が容易に決まるようになった。
1969年、TBSの『パンとあこがれ』に出演、25歳で17歳の役を演じる。リハーサル後の休憩時間に、俳優には渡されないスタッフのカット割り台本を見つけ、頭に入れて本番に臨み、カット割りにキッチリ合わせた芝居をして高い評価を受ける。当時はビデオ撮影のテレビドラマでNGを出すと、ビデオテープを切ってつなぐのに1カ所3万円かかり、膨大なコストと時間がかかったが、小野寺はカット割りを理解していたおかげでNGが少なく、その後の俳優生活の飛躍に繋がった。
1970年には第8回プラハ国際テレビ祭演出賞受賞作品であるNHK『ナタを追え』（橋本忍原作）で中心人物の小西順吉巡査役で出演、1971年には木下惠介ドラマ『冬の雲』の小鄕良助役で、優しくて物静かで誠実な男性を好演、雑誌の『Myojo』や『週刊平凡』でも話題になり、若い女性の間で評判になった。同年には旧日活体制最後に映画『不良少女 魔子』で映画初出演を果たし、重要な役を演じた。1972年1月には昼ドラ『むらさき心中』で主役・渡辺美佐子の相手役を務め主婦層に注目された。『むらさき心中』で映像というのは舞台と違って演出家の提案に素直に従った方が結果としてテレビの中で生かされることを学び、映像は演技をしようとすると不自然になりみんなダメになる、テレビドラマの世界では役者は何をすべきか、どういう勉強をすればいいかと考えるようになり、自然体で嫌味がなく、普通のように見えるのに記憶に残る演技の原点となった。
1972年7月、『太陽にほえろ!』で島公之刑事（愛称「殿下」）役に起用され、番組開始から8年間（414話）レギュラー出演、スターの座を確立した。特に女性層から絶大な人気を獲得して代表作のひとつとなる。プロマイドの売上げも上昇し、男性俳優部門で1974年は4位（森田健作、三浦友和、草刈正雄に次ぐ）1975年は2位、1976年は8位、1977年は9位を記録している。
1978年のNHK大河ドラマ『黄金の日日』では、小西行長を演じて評判を得た。小西行長の研究家である福岡女学院大学の佐島顕子教授は、研究を始めたきっかけを「黄金の日日という大河ドラマで、小野寺昭さんが小西行長を演じてらして、ファンになったから」とNHKの『先人たちの底力　知恵泉』（2015年7月21日放送）で述べている。
『太陽にほえろ!』降板直後の1980年10月から、平岩弓枝原作のNHK時代劇『御宿かわせみ』に出演、真野響子が演じる主人公・るいの恋人役・神林東吾を演じて好評を得る。計47回の放送は大河ドラマに匹敵する充実した内容となり、「真野・小野寺コンビ」の印象が強かった作品となったことから、NHKが再び『御宿かわせみ』を制作するまで20年近い歳月を必要とするほど人気を博した。
2時間ドラマにも多数出演し、明智小五郎、金田一耕助、十津川警部、狩矢警部などの名探偵役・名刑事役に起用された（明智と金田一の両方を演じたのは2006年末現在、小野寺、岡譲司、稲垣吾郎の3名のみ）。
『If もしも』では、出演当時50歳でギャグ作品ではないにもかかわらず、回想シーンでも学生服を着て高校生役を演じた。
2007年4月には大阪芸術大学短期大学部広報学科（現・メディア芸術学科）演劇（演技演出）コース教授に就任した。2012年6月には、前任者の川村龍一が急逝したため、同学科の学科長に就任し、12年間務めた。卒業公演を行う際は、基本的に特別出演として学生達と一緒に出演している。下積み時代に覚えたカット割りの知識を元に、演技だけでなく制作志望の学生にも指導をしており、1970年代に演じた「殿下」刑事を見たことがない若い学生から、「おばあちゃんがファンでした。」とサインをせがまれることがあるという。
大阪府警からの依頼もあり、大阪芸術大学として職務倫理教養のためのDVD「誇りと使命」を制作、警察大学校長役で出演している。演技指導の基本は、優しすぎると言われるが、ピリピリしながら授業をするのいやだし、芝居は基本的に楽しくやらなきゃ、いいものは演じられないと思って、もしあのとき俳優座に受かっていればたぶんこういうことをやっていたんだろう、ということを学生たちにやらせており、「基本、役者は自分一人で努力するしかない。自立できる演技者になってほしい」と教えている。
バラエティ番組出演も増え、TBS『ズバリ言うわよ!』では細木数子から「バラエティ番組は難しい。でも、大衆と直結するから役者にとっても大切な場。だから、もっとバラエティ番組に出て、心を開放する訓練をした方がよい」とアドバイスされているが、バラエティは苦手と言っている。酒が飲めないのでワイワイガヤガヤしている場所が苦手で、さびしがりやのくせに一人でいるのが好きな性格だという。
2015年度、『龍三と七人の子分たち』で 
第25回東京スポーツ映画大賞・助演男優賞を受賞した（近藤正臣、中尾彬、品川徹、樋浦勉、伊藤幸純、吉澤健、安田顕とともに受賞）。
2018年8月7日、長野県安曇野市の北アルプス燕岳燕山荘内で階段を踏み外して頭を打ち、ヘリコプターで長野県松本市内の病院に搬送された。外傷性くも膜下出血と診断されるも軽症とみられ、2週間で退院した。
2025年1月24日、同年3月末をもって大阪芸術大学短期大学部を退職する予定であることを、自身のX（旧Twitter）で公表した。

### 『太陽にほえろ!』に関するエピソード
- 『太陽にほえろ!』で演じた「殿下」こと島公之刑事は端正な顔立ち、貴公子的な雰囲気のある「優しい男の象徴」の役柄で、若手ながら常にさり気なく上質のスーツに身を包み、同じネクタイをしたことがないおしゃれなファッション[26]。合気道[27]や射撃[28]などの正統派アクションシーンに強いばかりでなく、爆発物の解体、金庫破り（第62話など)、録音テープを使ったアリバイ工作の見破り（第230話など)、無線の駆使（第227話など）等々、知的で繊細で手先は器用、メカや女性心理に強い特徴があり、女性層から絶大な人気があった[29]。番組宛のファンレターも小野寺宛が一番多く、若い女性が多かった[30]。萩原健一、松田優作、勝野洋と引き継がれていく後輩刑事役たちのカジュアルさとも、先輩役竜雷太の無骨さとも対照をなす役柄であり、沖雅也登板までは、同番組での若手二枚目イメージを一身に担うポジションであった。
- その絶大な人気ぶりは、殿下ファンの女性の父親から「毎週殿下を楽しみに番組を欠かさず見ていた娘が家出をしたので、テレビを通じて知らせてほしい。」と日本テレビに依頼があったほどであった。作品の中で、家出した娘に対して、「父親が心配しているから早く家に帰るように。」と殿下が説得する形で呼びかける作品（第247話「家出」1977年4月15日放送）を作った。実際に娘が見つかったと連絡があったという[31][32]。
- 『太陽にほえろ!』の視聴率が初めて視聴率20％台に乗ったのは、殿下の優しい性格をアピールするために作った「真夜中の刑事たち」（第8話・1972年9月8日放送）で、関係者はこの作品でヒットの確信をつかんだ[33]。
- 匿名で番組係宛てに送られてきた脚本を基にした「鶴が飛んだ日」（第79話・1974年1月18日放送[34]）では、犯人によって麻薬中毒にされた殿下が実際に露口茂演じる山さんと本当に手錠につながれ、手首を血だらけにして暴れまわった迫真の演技が大きな反響を呼んだ[15]。この作品をきっかけに小野寺の人気は急上昇し、番組のチームワークが強化された記念碑的作品となった[35]。岡田晋吉プロデューサーはファンとの座談会で、「やっぱり太陽にとっては、この作品（「鶴が飛んだ日」）は、一つの節目だった。小野寺さんも必死だったけど、露口さんの方も必死だった。露口さんが俺のことはいいからやりたいようにやれと言ったら、小野寺さんは本当にやりたいようにやった。二人とも本当に燃焼した。だから迫力があった。あれから露口さんと小野寺さんは仲よかったですね」と語った[36]。
- 最初に恋人役（有吉ひとみ）が登場した時は、「殿下に恋人がいるのは許せない。」と投書が殺到したため、初登場（第70話）から僅か17週後、僅か3回目の出番で交通事故死させた（第87話)[37]。二番目の恋人（演・真野響子）とは出会いから別れまでを1話で完結させた（第150話)。脚本家の畑嶺明は「（殿下の恋人役で）どんないい女を登場させても、ファンの反感を買うだけだった。」と証言している[38]。岡田晋吉によると、実際に優しい性格の殿下の恋が悲恋に終わり、不幸になればなるほど、女性視聴者は母性本能をくすぐられ殿下を応援してくれたという[39]。
- 第299話「ある出逢い」（1978年4月21日放送）より三人目の恋人・三好恵子（香野百合子）が登場した時は、「殿下と恵子を結婚させないで。」とファンからの手紙や電話が殺到した[40]。殿下の結婚反対の投書には、脅迫状まがいのものから、香野宛の封筒にカミソリが入れてあったり、クラスメイトなど200人の署名を集めたノート、学校の昼休みにグループで電話をかけてきて泣きわめいたものもあった。岡田晋吉は、「いくら微妙な年頃とはいえ、驚きますよ。もうなんて言ったらいいかわかりません。」と証言している[41]。この物語は恵子の犯人隠匿（第306話)・車爆破事件の重い後遺症（第311話）と困難な道程が描かれてのち、恵子は治療のため渡米し（第335話）番組では約1年半不在に。そして空港での再会直前に島刑事が交通事故死するが（第414話)、この悲劇的結末は小野寺の番組卒業と連動する構成となった。計6回続いた恋愛劇は「あるシリーズ」と呼ばれ人気を博し、ビデオ化の際に「もう一度見たい」という圧倒的なリクエストが寄せられ、「殿下純愛編」として発売された[42]。
- 上京する前から、ボスを演じた石原裕次郎の大ファンだった。最初に『太陽にほえろ!』の宣伝写真の撮影のときに会った時は隣にいたにも関わらず、一言も話せなかったが、テレビのインタビューで俳優を目指した理由を聞かれた時に、石原裕次郎に憧れて俳優になったことを話すと、その番組をまき子夫人がたまたま見ていた。インタビュー放送直後の撮影で、裕次郎から「殿下、俺のファンだったんだって。テレビで見たって、カミさんが言っていたぞ。」と声をかけられ、ゴルフや自宅にも呼ばれるようになった[43]。
- 小野寺が下積み時代に人形劇団にいたと知った岡田晋吉は、殿下主演作品として人形劇団に潜入捜査する「夢見る人形たち」（128話・1974年12月27日放送）を作り、「人形なら僕にまかせて」と小野寺は劇中で見事に人形を操作する姿を披露した[44]。しかし小野寺にとっては「人形劇をやる時、幕の陰で膝で動き回るので、厚い膝あてをするが、どんどん擦り切れてくる。おれもこの膝あてみたいにこのまま擦り切れていくのかと思っていた。」とつらい時代の思い出だったという[45]。
- 昭和54年3月30日に後楽園球場で開催された『太陽にほえろ!』と『大都会 PARTIII』の野球対抗試合では、18,000人の大観衆の前で先発投手として登板、降雨中止になる2回まで無得点に抑え、自らヒットを打つ活躍で最優秀選手に輝いた。投球は「ヘンカ球」ならぬ「デンカ球」とほめられ、「いやあ、人前で投げたの初めてなんだけどなあ。」と自分でもびっくりした[46]。
- もともと合気道を習っていたが、『太陽にほえろ！』に出演が決まってから、それまでホームドラマの出演が多かったためさぼっていた合気道の特訓をはじめ、毎日曜日、TBSの番組宣伝部員が先生である三鷹市の春信寺合気道に通いだし、アクションもばっちり決まるようになった[47]。
- 出演5年目くらいに、このままでは刑事しか演じられなくなるのではと考え、降板を申し出たがプロデューサーの岡田晋吉に「絶対ダメ」と拒絶される。8年目に殉職が決定した際に岡田晋吉からは「正式に発表するまでは一切口外しないように」と言われ、そのとおり口外しなかったにもかかわらず、間もなく石塚刑事役の竜雷太から「お前、辞めるんだって?」と聞かれ仰天した。その真相は、竜も同時期に降板を申し入れたものの「殿下の卒業が決まったばかりなので待ってくれ」と慰留されたためだった（竜は2年後の1982年に殉職の形で番組を降板）。当時の太陽にほえろファンの間では、第一回から出演を続けてきたレギュラー刑事「殿下」の降板はそれほど衝撃的な事件だった[48]。竜雷太演じるゴリさんは藤堂一家の長男的存在で「たくましい男」、殿下は次男坊で「やさしい男」の象徴だった[49][29]。
- ”殉職記者会見”で小野寺本人は、「高校を卒業したのが18歳、この番組に起用されたのが28歳、来年はもう38歳、そろそろ役者として転換してもいい時期と考えた。長い間やってきただけに愛着もあり、最終回まで残りたかったが、もっと大人の芝居ができる役者になるためゼロからもう一度出発したい。」と語った[15][47]。岡田晋吉プロデューサーは、「正直言って人気のある小野寺君が番組を去るのは大変な痛手で、転勤でいつでも帰ってきてもらうよう考えたこともあったが、やはり死という形が一番ドラマチックなので、思い切って殉職させることにした。」と語った[50]。
- 多くの出演者が壮絶な銃撃戦による殉職シーンを演じていたが、島刑事は撃ち合いではなく交通事故によりあっけなく死亡するという結末となった。これは小野寺自身の「自分は若手刑事ではないので、あっさりした殉職シーンを。」という希望に沿ったためである[15][51]。ドラマ放映後には交通事故シーンロケ地である旧国道135号線、石橋山古戦場すぐ近くの高台に「島公之殉職之碑」が建てられた[52][53]。現地を訪れた小野寺本人は「なんだか不思議な気持ちです。」と複雑な表情で語った[47]。
- 殿下の降板が発表された頃、裏番組『3年B組金八先生』の躍進で『太陽にほえろ!』の視聴率は低下傾向にあった。絶大な人気を誇る殿下の殉職を盛り上げ、番組の視聴率を回復するために、「島刑事よ、安らかに」（402話・1980年4月18日放送）、「島刑事よ、さようなら」（406話・1980年5月16日放送）と殉職話と誤解されるセンセーショナルなタイトルの話を放送し、402話の視聴率は28.5%、406話の視聴率は25.0%と高視聴率を獲得した。実際に殿下が殉職した「島刑事よ、永遠に」（414話・1980年7月11日放送）では久々に視聴率30%超えを果たした[26]。
- 後任の神田正輝が演じた「ドック」の役名「西條昭」は、二枚目刑事「殿下」の後継者を意味することもあり、小野寺昭の昭から取っている。またロッキー（木之元亮）とマミー（長谷直美）に双子が生まれるストーリーは、小野寺の実生活をヒントにしたと岡田晋吉が述べている[54]。
- 1988年放映の金田一耕助『三つ首塔』では、露口茂と『太陽にほえろ!』以来約8年ぶりに共演した。小野寺は露口が「小野寺がやるなら。」と出演してくれたことがうれしかったと語った[55]。翌年の明智小五郎『蜘蛛男』では、長寿刑事ドラマとして『太陽にほえろ!』とライバル関係にあった『特捜最前線』橘警部役の本郷功次郎とも共演している。

### 趣味
- 趣味の登山[3]には50歳を過ぎてから本格的に取り組んでおり、著書も刊行している。日本百名山の中の半分近くをすでに踏破し、日本に27ある3000m級の山を踏破する目標を持っている。自ら選んだ目標に挑み、ペース配分を考え、つらさを克服し、自分自身と戦いながら最後にその目標を達成することに人生と同じ喜びを感じたからという[56]。
- 自分が立てた目標をクリアするのが登山の目的であり、頂上まで登らないと意味がないと思うので、単独行で登山するという[57]。
- パソコンによる作曲も得意で、携帯電話の着信音も自分で作曲・アレンジしたものをダウンロードしている。
- 他にもギター[2]、合気道[2]を趣味としている。
- 太陽にほえろ! 第227話 CQ・CQ・非常通信!では、アマチュア無線(JK1XSR)およびモーターボートを、共に本人が取り扱っている事から両方の免許を所持していると考えられる。

## 出演

### テレビドラマ
- 三匹の侍 第6シリーズ（フジテレビ）
  - 第12話「土は哭いていた」（1968年） - 与吉
  - 第14話「俺は抜かない」（1969年） - ヤクザ
- 特別機動捜査隊（NET）
  - 第376話「青いフットライト」（1969年） - 日夏
  - 第457話「マンガの世界をゆく」（1970年） - 梶浦純
- ポーラテレビ小説（TBS）
  - パンとあこがれ（1969年）
  - オランダおいね（1970年） - 吉田屋久兵衛
  - ひまわりの道（1971年 - 1972年） - 正夫
- ザ・ガードマン 第258話「歌手は整形美容で殺される」（1970年、TBS） - 新聞記者
- 花王 愛の劇場→愛の劇場（TBS）
  - 波の塔（1970年）
  - 温泉へGo!（2008年） - 山岡正一郎
- 時間ですよ 第26話（1970年、TBS）
- 木下恵介アワー（TBS）
  - 冬の雲（1970年 - 1971年）
  - 二人の世界（1971年） - スナックの客
- ガッツジュン 第17話「青春よ 炎と燃えろ」（1971年、TBS） - 松本三郎
- むらさき心中（1972年、東海テレビ）
- 未婚・結婚・未再婚（1972年、NET）
- お祭り銀次捕物帳 第6話「美女がつぎつぎ殺される」（1972年、フジテレビ） - 丑吉
- 太陽にほえろ!（1972年 - 1980年、日本テレビ） - 島公之刑事（愛称：殿下）
- あんたがたどこさ 第2シリーズ（1975年、TBS） - 河原崎信弘
- 火曜日のあいつ（1976年、TBS）ｰ風間圭介
- お手々つないで（1977年 - 1998年、NBN・ANB・ABC・HTB・KHB・KSB・UHT・KBC） - 水島八一
- 道（1978年、TBS） - 伊和田福太郎
- 大河ドラマ（NHK総合）
  - 黄金の日日（1978年） - 小西弥九郎（のちの 小西行長 ）
  - 毛利元就（1997年） - 内藤興盛
  - 葵 徳川三代（2000年） - 京極高次
- コメットさん 第1話「愛ってなぁに?」（1978年、TBS）
- たんぽぽ（1978年、日本テレビ）
- 土曜ワイド劇場（テレビ朝日）
  - 涙・暗くなるまで待って（1978年）
  - 松本清張の山峡の章・みちのく偽装心中（1981年） - 吉木恒平
  - 森村誠一特集 / 凶学の巣（1982年） - 樹木
  - 名探偵・金田一耕助 - 金田一耕助
    - 第1作「横溝正史の真珠郎 金田一耕助を愛した女 妖しい美少年の正体は…」（1983年）
    - 第2作「仮面舞踏会 嵐の夜、妖しい女が殺人を呼ぶ!」（1986年）
    - 第3作「三つ首塔 妖しく燃える女相続人の華麗な闘い」（1988年）
    - 第4作「夜歩く女 呪われた結婚申し込み　首なし死体がふたつ!」（1990年）

  - 弁護士・今田一平（1985年 - 1991年、朝日放送） - 今田一平
  - 不倫サスペンス 殺人設計図を書く女「湯けむり指宿温泉・殺意の記念碑」（1993年） - 麻生謙三
  - 山村美紗サスペンス 京都・花の美人姉妹の推理シリーズ（1997年 - 1999年） - 狩矢警部
  - 西村京太郎トラベルミステリー
    - 第37作「東京〜山形殺人ルート」（2002年） - 黒田三郎
    - 第52作「密室列車特急かもしか、途中下車連続殺人!」（2009年） - 西本誠治

  - 森村誠一の棟居刑事 第2作「純白の証明」（2007年） - 北岡雅信
  - 法医学教室の事件ファイル 第27作（2008年） - 内藤辰比古
  - 100の資格を持つ女〜ふたりのバツイチ殺人捜査〜 第8作「小江戸・川越の老舗レストランに潜入捜査!」（2014年、ABC） - 迫田英介
  - おみやさんスペシャル（2016年2月） - 小笠原純平
- 俺たちは天使だ!（1979年、日本テレビ） - 藤波昭彦
- 愛（1979年、TBS）
- 四季・奈津子（1980年、TBS）
- 一人来い二人来いみんな来い（1980年 - 1981年、TBS） - 風間良和
- 御宿かわせみ（NHK総合） - 神林東吾 
  - 第1シリーズ（1980年10月 - 1981年3月）
  - 第2シリーズ（1982年10月 - 1983年4月）
- サザエさん（ドラマ版）（1981年、フジテレビ） - フグ田マスオ
- 茜いろの坂（1981年11月、テレビ朝日系列）
- ザ・サスペンス（TBS）
  - 逆流 認知殺人事件（1982年） - 吉岡啓介
  - あるフィルムの背景（1983年） - 笹田司郎
  - 私の愛した女（1983年） - 小谷良平
  - 開き過ぎた扉（1983年）
  - 団地殺人事件シリーズ（1984年） - 木村安雄
    - 第1作「妻たちの危険な昼下り」（1984年）
    - 第2作「妻たちの危険な関係」（1984年）
- 看護婦日記 パートI（1983年、TBS）
- 花咲け花子 第2シリーズ（1983年、日本テレビ）
- 月曜ワイド劇場 / 雲の階段 ニセ医師をめぐる女二人（1983年、テレビ朝日） - 相川三郎
- 必殺仕切人（1984年、朝日放送、松竹） - 新吉
- 毎度おさわがせします（TBS） - 大沢周一
  - 第1シリーズ（1985年）
  - 第2シリーズ（1985年 - 1986年）
- スーパーポリス（1985年、TBS） - 深町警部
- 水曜ドラマ（日本テレビ）
  - 妻たちの初体験（1986年） - 浅野弘平
  - 14才の母（2006年） - 中谷栄三 役
- 金曜女のドラマスペシャル / 不幸を買う女（1987年、フジテレビ） - 保子の夫
- 大都会25時（1987年、テレビ朝日） - 安達武郎警部補
- 赤ちゃんに乾杯!（1987年、TBS） - 神崎誠一
- 太陽の犬（1988年、日本テレビ）
- ドラマ23 / パパが私で私がパパで（1989年、TBS）
- 水曜グランドロマン / ハラスのいた日々（1989年、日本テレビ）
- 金曜ドラマ（TBS）
  - 雨よりも優しく（1989年） - 菊池孝二 役
  - ドラゴン桜 第1話、第7話（2005年） - 岡部弁護士
  - もう一度君に、プロポーズ（2012年） - 宮本太助
- 江戸川乱歩傑作シリーズ（TBS） - 明智小五郎
  - 名探偵登場! 明智小五郎 蜘蛛男 怪奇!美女連続殺人事件（1989年）
  - 黒蜥蜴 令夫人の肌に這うトカゲのイレズミは何を語る!明智小五郎再び登場!（1990年）
- 世にも奇妙な物語（フジテレビ）
  - 「バーチャル・リアリティー」（1991年）
  - 「もれパス係長（1992年） - 木谷係長
- HOTEL 第2シリーズ（1992年、TBS） - 山崎良和（バンケット・マネージャー）
- 月曜ドラマ・イン（テレビ朝日）
  - いちご白書（1993年） - 橋本晋平
  - クニさんちの魔女たち（1994年） - 松川晴夫
- 裸の大将 第60話「清の鼻から八女提灯」（1993年、関西テレビ / 東阪企画） - 山岸勝男
- If もしも「花を愛するか、宝石に生きるか」（1993年、フジテレビ）
- 12時間超ワイドドラマ / 織田信長（1994年、テレビ東京） - 明智光秀
- 半熟卵（1994年、フジテレビ）
- ドラマ30
  - 命いずこへ（1994年、毎日放送） - 哲郎
- 真夏の薔薇（1996年、東海テレビ）
- 火曜サスペンス劇場（日本テレビ）
  - 当番弁護士（1995年 - 1999年） - 園井道夫
  - 小京都ミステリー 第28作「長崎ビードロ殺人事件」（2000年） - 笹岡靖彦
  - 妻殺し（2001年） - 平沢次席検事
- 新・部長刑事 アーバンポリス24（1997年 - 1999年、朝日放送） - 竹田部長刑事 ※関西ローカル
- はみだし刑事情熱系 PART5 第24話（2001年、テレビ朝日）
- 水戸黄門（TBS）
  - 第30部 第12話「古都に消えた! 双子の秘密 -京-」（2002年4月1日） - 六条安知 役
  - 第42部 - 土屋相模守
    - 第1話「お前は助さん 俺は格さん -江戸-」（2010年10月11日）
    - 第5話「暴かれたヒスイの謎 -糸魚川-」（2010年11月8日）
    - 第11話「大晦日、都で悪の大掃除 -京-」（2010年12月20日）
    - 第16話「一触即発、お家騒動! -高松-」（2011年2月7日）
    - 最終話「お命頂戴! 御老中 -江戸-」（2011年3月21日）
- 金曜エンタテイメント（フジテレビ）
  - 津軽海峡ミステリー航路 第2作（2003年） - 疋田清
  - 事件調査員 南条真琴 東京〜隠岐 摩天崖殺人事件（2005年2月25日） - 戸田弁護士
- 女と愛とミステリー
  - 文書鑑定人 白鳥あやめの事件ファイル（2002年6月9日、BSジャパン / 6月12日、テレビ東京） - 松尾秀作
  - 警視正・日丸教授の事件ノート 第1作（2003年、テレビ東京） - 並木捜査一課長
- 新しい風（2004年、TBS） - 小田島一郎 役
- ケータイ刑事 銭形零 1stシリーズ 第1話「天才中学生刑事登場!」（2004年、BS-i） - 磯野昇平
- 月曜ミステリー劇場→月曜ゴールデン→月曜名作劇場（TBS）
  - 税務調査官・窓際太郎の事件簿 第11作（2004年） - 中村徳一
  - 湯けむりバスツアー 桜庭さやかの事件簿 第5作（2014年） - 古屋荘一郎
  - みなと署落とし物係 秘密捜査官 危険な二人 第1作「京都・神戸・奈良 殺人トライアングル」（2017年） - 太田原慎之介
  - 信濃のコロンボ 第4作「軽井沢追分殺人事件」（2017年） - 丸岡武人
- 危険な関係（2005年、東海テレビ）
- アンナさんのおまめ 第5話「息子の嫁と勘違い! 恐怖の嫁姑戦争勃発」（2006年11月10日、テレビ朝日）
- パパとムスメの7日間 第4話、第7話（2007年、TBS） - 安西正明
- 山おんな壁おんな（2007年、フジテレビ）
- 死化粧師 第1話「美しい最期を」 - 第5話「奇跡の婚姻届」（2007年、テレビ東京） - 志坂敦博
- ドラマW（WOWOW）
  - 長い長い殺人（2007年）
  - 結党!老人党（2009年） - 山下巌
- だいすき!!（2008年、TBS） - 藤川啓祐
- 東京ゴーストトリップ 第8話（2008年、tvkほか） - 監督
- 俺たちは天使だ! NO ANGEL NO LUCK（2009年、テレビ東京） - 藤波昭彦
- 風に向って走れ!〜芸大女子駅伝部〜（2010年、朝日放送 / 大阪芸術大学産学協同ドラマ） - 富田洋
- 土曜ドラマ / チャンス（2010年、NHK総合） - 堀秀彦
- おじいちゃんは25歳 第5話（2010年、TBS） - 島（銀行支店長）
- 木曜ミステリーシアター / 秘密諜報員 エリカ 第12話（2011年、読売テレビ） - 内閣官房長官
- 正月時代劇 / 御鑓拝借〜酔いどれ小籐次留書〜（2013年、NHK総合） - 水町蔵人
- 土ドラ / カラマーゾフの兄弟（2013年、フジテレビ） - 園田志朗
- コドモ警視 第3話（2013年、毎日放送） - 間警視（主人公）の上官 ※映画『コドモ警察』にも、同役で出演
- 金曜ドラマ / 家族の裏事情（2013年、フジテレビ） - 石和 尚彦
- プレミアムよるドラマ→プレミアムドラマ（NHK BSプレミアム）
  - 黒猫、ときどき花屋（2013年） - 日向大樹
  - 捜査会議はリビングで!（2018年） - 花田鉄雄
- 僕らプレイボーイズ 熟年探偵社 第3話（2015年、テレビ東京） - 佐藤圭作
- 相棒 Season14 最終話「ラストケース」（2016年、テレビ朝日） - 玉手平蔵
- いのちの再建弁護士 会社と家族を生き返らせる（2019年） - 立木義徳
- 秋田発地域ドラマ 金色の海（2021年、NHK BSプレミアム） - 八木源二郎
- 日曜プライム（テレビ朝日）
  - 「逆転報道の女 FINAL」（2020年） - 郷田真喜雄
- 華麗なる一族（2021年、WOWOW） - 田淵円三

### 映画
- 不良少女 魔子（1971年）
- 吶喊（1975年） - カラス組隊員 松田精造
- 若い人（1977年） - 教師 間崎慎太郎
- 英霊たちの応援歌 最後の早慶戦（1979年） - 飛田忠英
- 226（1989年） - 広幡忠隆侍従次長
- Mr.レディー 夜明けのシンデレラ（1990年） - アンナ
- 毎日が夏休み（1994年） - 江島渡
- ガメラ 大怪獣空中決戦（1995年） - 草薙直哉
- 釣りバカ日誌シリーズ
- 天国までの百マイル（2000年） - 城所高男
- man-hole（2000年） - 森署長
- 相棒 -劇場版- 絶体絶命! 42.195km 東京ビッグシティマラソン（2008年） - 片山擁一
- アマルフィ 女神の報酬（2009年） - 菊原清文
- コドモ警察（2013年）
- 猫侍（2014年） - 米沢清兵衛
- 龍三と七人の子分たち（2015年）
- レフトフライ（2018年） - 主演・北条壮一郎

### Vシネマ
- 実録 大日本菊水会 双龍伝（2007年） - 笹川了平
- 稲穂の無頼（2009年、GPミュージアムソフト）全2作 - 尾道 侠剛会会長 泉田國彦

### バラエティ
- とんねるずのみなさんのおかげでした（フジテレビ） - ヨンダーバード※2代目隊長
- ダウンタウンのガキの使いやあらへんで!! 絶対に笑ってはいけない警察24時（2006年、日本テレビ） - 殿下
- めちゃ×2イケてるッ!（フジテレビ） - 「容疑者Oの変身」 - 警部補
- 秘密のケンミンSHOW（読売テレビ）

### ドキュメンタリー
- テレメンタリー2009「憧れのトムラウシで…〜検証　夏山遭難8人凍死」（2009年、HTB） - ナレーション
- NHKスペシャル MEGAQUAKE 巨大地震「第3回　メガシティを襲う、新たな震災〜未知なる長周期震動との戦い」（2010年、NHK総合） - バーの客（建築士・白石）

### 情報番組
- いい旅・夢気分（テレビ東京）
- 日本の名峰（2006年、NHK BShi）
- オトナの遊び時間（NHK総合）
- 環境野郎Dチーム（2007年、フジテレビ）
- 土曜スペシャル（2007年、2011年、テレビ東京）
- 絶景百名山（BSフジ）※常はナレーターを務めているが2012年2月17日放送回では小野寺自身が北八ヶ岳に登頂した

### CM
- 日清製粉『マ・マー』などパスタ関連製品（1984年）
- ハウス食品 ラーメン『うまいっしょ』 - 屋台の店主 役
- キュートーシステム（旧・給湯システムネットワーク） - 初期は、電化給湯にちなんで『太陽にほえろ!』でのニックネーム「殿下」として、「ボス」という名の犬を連れて登場。
- サントリー『ボス レインボーマウンテンブレンド』（2009年6月20日 - ） - 島公之（殿下）役
- 薩摩酒造『さつま白波』
- ノバルティスファーマ 加齢黄斑変性疾患啓発キャンペーン（2012年）

### イメージキャラクター
- 近畿日本ツーリスト 夫婦旅行 ゆとりっぷ（1990年代初頭前後）※ 丘みつ子と夫婦役で共演。

### 舞台
- ミュージカル KACHI BUS（カチバス）-でっかい北海道で起こった、ちっちゃなバス会社の奇跡-（アトリエ・ダンカン、2014年1月5日 - 13日、本多劇場 / 2014年2月12日、札幌市民ホール（カナモトホール） / 2014年2月14日・15日、帯広市民文化ホール） - 前社長・野村文彦 役[1]
- グリーンマイル（2017年9月30日 - 10月22日、東京グローブ座 / 11月4日 - 11月8日、京都劇場） - ハル・ムーアズ 役[58]

## ディスコグラフィ

### シングル
- 1〜6：日本コロムビア、7：ポリドール。

| # | 発売日         | A/B面 | タイトル           | 作詞         | 作曲       | 編曲           | 規格品番  |
| - | -------------- | ----- | ------------------ | ------------ | ---------- | -------------- | --------- |
| 1 | 1975年 6月1日  | A面   | 白いページ         | 山川啓介     | 大野克夫   | 青木望         | P-412     |
| 1 | 1975年 6月1日  | B面   | 風よ               | 山川啓介     | 大野克夫   | 青木望         | P-412     |
| 2 | 1976年 2月1日  | A面   | 冬の手紙           | 竜真知子     | 大野克夫   | あかのたちお   | P-445     |
| 2 | 1976年 2月1日  | B面   | 白い街             | 竜真知子     | 大野克夫   | あかのたちお   | P-445     |
| 3 | 1976年 6月1日  | A面   | 燃えてるあいつ     | 中里綴       | 田山雅充   | ラスト・ショウ | PK-4      |
| 3 | 1976年 6月1日  | B面   | 愛のささやき       | 高野早苗     | 滝まさる   | ラスト・ショウ | PK-4      |
| 4 | 1977年 5月1日  | A面   | 旅でもしようか     | 藤公之介     | 大塚博堂   | 萩田光雄       | PK-53     |
| 4 | 1977年 5月1日  | B面   | 友達がいた         | こうえいか   | 大浜和史   | 萩田光雄       | PK-53     |
| 5 | 1977年 11月1日 | A面   | ふたりの方がいい   | 藤公之介     | 山本寛太郎 | 青木望         | PK-83     |
| 5 | 1977年 11月1日 | B面   | 子供の頃           | 小野寺昭     | クニ河内   | クニ河内       | PK-83     |
| 6 | 1979年 9月1日  | A面   | 愛                 | 喜多條忠     | 出門英     | 木森敏之       | PK-168    |
| 6 | 1979年 9月1日  | B面   | 愛という出会い     | 喜多條忠     | 出門英     | 木森敏之       | PK-168    |
| 7 | 1992年 9月26日 | 01    | 北の街 恋の味      | 荒木とよひさ | 柳和文     | 山中紀昌       | PODH-1091 |
| 7 | 1992年 9月26日 | 03    | 色あせた時のままに | 荒木とよひさ | 鈴木義之   | 山中紀昌       | PODH-1091 |

### タイアップ曲
| 年     | 楽曲           | タイアップ                                |
| ------ | -------------- | ----------------------------------------- |
| 1975年 | 風よ           | 日本テレビ系ドラマ「太陽にほえろ!」挿入歌 |
| 1976年 | 燃えてるあいつ | TBS系ドラマ「火曜日のあいつ」EDテーマ     |
| 1979年 | 愛             | TBS系ドラマ「愛」主題歌                   |
| 1992年 | 北の街 恋の味  | ハウス食品「うまいっしょ」CMソング        |

## 著書
- 『ぼくの山登り いつも雨』リヨン社 1998年